# Тайлър Оукли
Матю Тайлър Оукли (на английски: Tyler Oakley), (роден 22 март 1989), по-известен като Тайлър Оукли, е американска Ютуб, телевизионна и подкаст личност; комик. Голяма част от активизмът на Оукли е посветен на ЛГБТ младежта, правата на хомосексуалните, както и на социалните въпроси, включително здравеопазване, образование и превенция на самоубийствата сред ЛГБТ младежта. Той говори за различни теми, включително политиката, поп културата, както и чувството за хумор.  
Тайлър започва да прави клипове през 2007 г., като първото му видео събира около 70 000 гледания в Ютуб. От качването първото си видео, докато е първокурсник в Мичиганския щатски университет, неговите над 350 клипа имат над 290 милиона гледания и около 5,8 милиона абонати към ноември 2014 година. Оукли, който е открит гей, е бивш член на успешния Ютуб канал "5AwesomeGays" (5 Страхотни Гея), където качва видеоклипове всеки петък в продължение на три години. Той е описван като „един от най-силните гласове на Ютуб“ и Блумбърг го определят като сензация. От юни 2014 г. Тайлър има над 2,7 милиона последователи в Туитър и 2,1 милиона в Инстаграм.  
Той поства редовно в различни сайтове за социални мрежи, включително Фейсбук и Тъмблр, където има стотици хиляди последователи. Известен е и с това, че редовно е с ярко боядисана коса.  

## Медия
Оукли е активен член в много социални медийни платформи. Самопровъзгласил се за "Professional fangirl", той е фен на Дарън Крис от "Клуб веселие". Пял е коледни песни на сцената с англо-ирландската момчешка банда Уан Дайрекшън и телевизионният водещ Джери Спрингър.
Известен е също за получаване на внимание от страна на известни личности и организации, като Лиам Пейн от Уан Дайрекшън, Крис Колфър от телевизионния сериал "Клуб веселие" и веригата ресторанти Тако бел, а именно в социалната мрежа Туитър, след коментиране на техни предишни туитове или като туитва на тях. Благодарение на успеха си в социалните медии и известността си сред много социални медийни платформи (особено в Ютуб), му бе дадена възможност да се срещне с американския президент Барак Обама в Белия дом. Той също така прави видео с първата дама Мишел Обама, в което обсъждат проблемите на образованието.
Елън Дедженеръс е неговият модел за подражание.

## Изяви на живо
На екрана Оукли има изяви на платформи, които се излъчват по националната телевизия. Той е интервюиран на живо от 2014 Kids Choice Awards, а също и от много други събития, които му дават възможност да говори и да се среща с известни личности.
През 2014 г. Тайлър прави турне, „Пижаменото парти на Тайлър Оукли“, в което той е облечен по пижами и прави скечове и интерактивни сегменти с публиката. Неговите две начални шоута в Чикаго, и Royal Oak, Мичиган в началото на октомври се разпродават за 72 часа.

## Модна линия
Тайлър има линия от дрехи, които са на разположение онлайн. Ризи, подписани плакати, пуловери, всички включват някои от най-известните поговорки на Оукли отпечатани върху тях

## Доброволчество и благотворителност
Оукли подкрепя проекта Тревър, организация за превенция на самоубийствата сред ЛГБТ младежите.
Други начинания включват: работи като резидент наставник; помощник учител; продуктов маркетолог / разработчик в Мичиганския щатски университет; медиен и комуникативен мениджър в Chictopia; и директор на социалните медии в „добри идеи за добри каузи“. Той също е новото лице на „Kids beat Cancer“, чиято мисия е да се повиши достъпа до лечение за деца с рак, левкемия и други животозастрашаващи болести.

## Награди и номинации
| Година | Номиниран                        | Награда                                        | Резултат   |
| ------ | -------------------------------- | ---------------------------------------------- | ---------- |
| 2014   | Тайлър Оукли                     | Teen Choice Award for Choice Web Star: Male    | Спечелена  |
| 2014   | "The boyfriend tag" с Трой Сиван | Teen Choice Award for Choice Web Collaboration | Спечелена  |
| 2014   | Тайлър Оукли                     | 2014 Streamy Entertainer of the Year           | Спечелена  |
| 2014   | Тайлър Оукли                     | 2014 Streamy Activist Icon of the Year         | Спечелена  |
| 2015   | Тайлър Оукли                     | Teen Choice Award for Choice Web Star: Male    | В очакване |